# Tapinoma atriceps
Tapinoma atriceps é uma espécie de formiga do gênero Tapinoma.